# Heinz Arnold (Politiker)

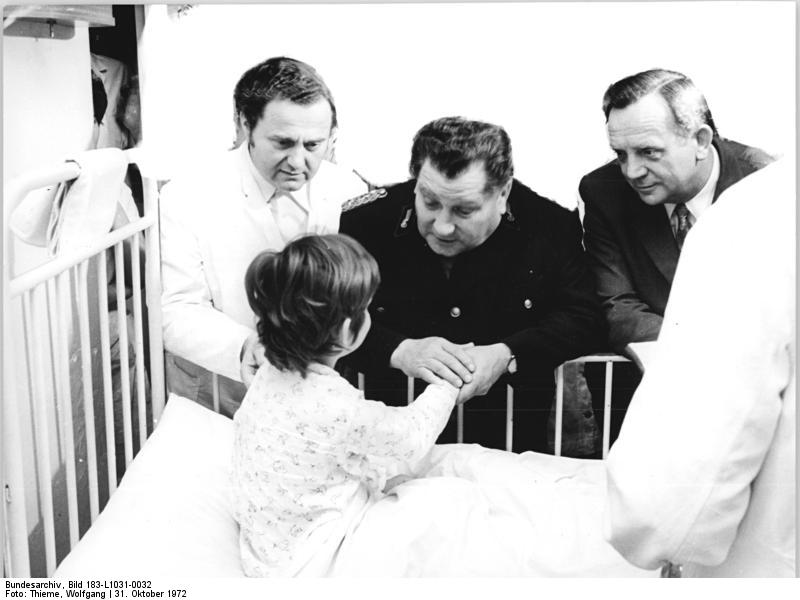
Robert Menzel (Mitte), Stellvertreter des Ministers für Verkehrswesen, und Heinz Arnold (r.) besuchten Verletzte des Zugunglücks vom 30. Oktober 1972 im Werdauer Krankenhaus.

Heinz Arnold (* 24. August 1920 in Reinsdorf; † 12. Juli 2000 in Chemnitz) war ein deutscher Politiker (SED). Er war von 1963 bis 1981 Vorsitzender des Rates des Bezirkes Karl-Marx-Stadt.

## Leben
Arnold, Sohn eines Bergmannes, besuchte die Volksschule in Reinsdorf sowie die Gewerbeschule in Zwickau und erlernte von 1934 bis 1937 den Beruf des Autoschlossers. Er arbeitete später in diesem Beruf und als Monteur. Arnold leistete von 1940 bis 1945 Kriegsdienst und geriet im Mai 1945 als Obergefreiter in der Steiermark in US-amerikanische Kriegsgefangenschaft, aus der er im Juni 1945 entlassen wurde.
1945 wurde er Mitglied der KPD, 1946 nach der Zwangsvereinigung von SPD und KPD Mitglied der SED.  1945/46 arbeitete er als Demontagearbeiter im Horch-Werk Zwickau. 1946 war er Mitbegründer und Vorsitzender der Freien Deutschen Jugend (FDJ) in Friedrichsgrün, von 1946 bis 1948 fungierte er als FDJ-Kreissekretär in Zwickau. 1946 besuchte er die Landesjugendschule der FDJ in Falkenberg/Elster und 1947 die Landesparteischule der SED in Ottendorf. 1948/49 war er Direktor des Kommunalen Wirtschaftsunternehmens (KWU) Zwickau. Von 1949 bis 1950 war er im Landkreis Zwickau als Instrukteur der SED-Kreisleitung tätig. Von 1948 bis 1952 war er Mitglied des Kreistags Zwickau und 1951/52 Leiter der Abteilung Örtliche Industrie des Rates des Kreises Zwickau.
Anschließend war er von 1952 bis 1954 Vorsitzender des Konsum-Kreisverbandes Zwickau und ab 1954 Vorsitzender des Vorstandes des Konsum-Bezirksverbandes Karl-Marx-Stadt. Von 1954 bis 1963 war er Abgeordneter der Volkskammer. 1956 besuchte er einen Lehrgang an der Parteihochschule „Karl Marx“.
Von 1961 bis 1963 war er Sekretär, von November 1963 bis Februar 1981 Vorsitzender des Rates des Bezirkes Karl-Marx-Stadt. Er war zudem Mitglied des Sekretariats der SED-Bezirksleitung sowie Abgeordneter des Bezirkstages.

## Auszeichnungen
- Vaterländischer Verdienstorden in Bronze (1967) und in Gold (1974).
- Karl-Marx-Orden (1980)